# Muszkowo (Macedonia Północna)
Muszkowo, Muškovo (maced. Мушково) – wieś w północno-wschodniej Macedonii Północnej, w gminie Kratowo.